# Сёмин, Николай Васильевич (хоккеист)
Николай Васильевич Сёмин (род. 20 марта 1973, Москва) — советский и российский хоккеист, защитник. Мастер спорта России. Тренер.

## Биография
Воспитанник московского «Спартака», первый тренер Игорь Петухов. В сезоне 1990/91 дебютировал в команде второй лиги «Трактор» Липецк. В следующем сезоне провёл четыре матча во второй лиге за «Мотор» Барнаул, до конца сезона выступал за омский «Авангард». Девять сезонов провёл в составе «Спартака». Затем играл за команды ХК ЦСКА (2001/02), ЦСКА (2002/03, 2003/04 — 2004/05), «Салават Юлаев» (2003/04), «Металлург» Магнитогорск (2004/05), «Химик» Мытищи (2005/06), «Витязь» Чехов (2005/06), «Металлург» Новокузнецк (2006/07, 2008/09), «Сибирь» (2007/08), «Спартак» (2007/08), «Нефтехимик» (2009/10), «Газовик» / «Рубин» Тюмень (2009/10 — 2011/12).
Серебряный призёр чемпионата Европы среди юниорских команд 1991. Участник чемпионата мира среди молодёжных команд 1993.
С 2019 года — тренер в академии Петрова.